# Trinidad & Tobago FA Cup
La Coppa di Trinidad e Tobago (Trinidad and Tobago FA Cup) è una competizione calcistica ad eliminazione diretta organizzata dalla federazione calcistica nazionale.
La FA Cup fu introdotta nel 1906 ad opera della federazione inglese e fu disputata in diverse occasioni sino al 1927 quando fu creato un torneo con cadenza annuale.

## Albo d'oro
| 1927    | Shamrock              | 4-2                 | Leaseholds            |
| 1928    | Southern Casuals      |                     |                       |
| 1929    | Everton               | abbandono sul 3-2   | Maple Club            |
| 1930    | Everton               |                     |                       |
| 1931    | Everton               |                     |                       |
| 1932    | Everton               |                     |                       |
| 1933    | non disputata         | non disputata       | non disputata         |
| 1934    | Casuals               |                     |                       |
| 1935    | Sporting Club         |                     |                       |
| 1936    | Shamrock              | 3-2                 | UBOT                  |
| 1937    | UBOT                  | 3-2                 | Shamrock              |
| 1938    | West Ham              | 2-0                 | San Fernando          |
| 1939    | Casuals               |                     |                       |
| 1940    | Maple Club            |                     |                       |
| 1941    | UBOT                  |                     |                       |
| 1942    | Spitfire              | 1-1 / 3-2           | Colts                 |
| 1943    | UBOT                  | 1-1 / 3-1           | Sporting Club         |
| 1944    | Colts                 | 1-0                 | Sheffield             |
| 1945    | Colts                 | 5-0                 | Forest Reserve        |
| 1946    | Maple Club            |                     |                       |
| 1947    | Notre Dame            | 2-1                 | UBOT                  |
| 1948    | Colts                 |                     |                       |
| 1949    | Maple Club            | ex aequo            | Carlton               |
| 1950    | UBOT                  | 3-1                 | Hurricanes            |
| 1951    | UBOT                  | 1-1 ex aequo        | Providence            |
| 1952    | Malvern               | 2-1                 | UBOT                  |
| 1953    | Maple Club            | 1-0                 | Juniors               |
| 1954    | UBOT                  | 4-0                 | Providence            |
| 1955    | Malvern               | 1-0                 | UBAA                  |
| 1956    | TPD                   | 2-0                 | Notre Dame            |
| 1957    | Shell                 | 2-2 ex aequo        | Shamrock              |
| 1958    | Casuals               | 1-0                 | TPD                   |
| 1959    | Shamrock              | 1-0                 | Apex                  |
| 1960    | Malvern               | 2-0                 | TPD                   |
| 1961    | Malvern               | 1-1 ex aequo        | Apex                  |
| 1962    | Dynamos               | 1-0                 | Apex                  |
| 1963    | Maple Club            | 3-0                 | Malvern               |
| 1964    | Paragon               | 1-0                 | BP Palo Seco          |
| 1965    | Malvern               | ex aequo            | BP Palo Seco          |
| 1966    | Regiment              | ex aequo            | Juniors               |
| 1967    | Regiment              | 4-3                 | Juniors               |
| 1968    | Malvern               |                     |                       |
| 1969    | Point Fortin Civic    | 4-2                 | Harvard               |
| 1970    | Maple Club            | 3-0                 | Texaco                |
| 1971    | non disputata         | non disputata       | non disputata         |
| 1972    | Maple Club            | 3-0                 | Forest Reserve        |
| 1973    | sconosciuto           | sconosciuto         | sconosciuto           |
| 1974    | Defence Force         |                     |                       |
| 1975    | Police                |                     |                       |
| 1976    | Falcons               |                     |                       |
| 1977    | Malvern               | 2-1                 | Caroni                |
| 1978    | Falcons               |                     |                       |
| 1979-80 | sconosciuto           | sconosciuto         | sconosciuto           |
| 1981    | Defence Force         | 5-0                 | Memphis               |
| 1982    | ASL Sports            |                     |                       |
| 1983    | ASL Sports            |                     |                       |
| 1984    | Motown United         |                     |                       |
| 1985    | Defence Force         | 1-1 (?-? dcr)       | Trintoc               |
| 1986    | Trintoc               |                     |                       |
| 1987    | La Brea Angels        |                     |                       |
| 1988    | Trintoc               |                     |                       |
| 1989    | Defence Force         |                     |                       |
| 1990    | Police                | ?-? (?-? dcr)       | Superstar Rangers     |
| 1991    | Defence Force         |                     |                       |
| 1992    | Motown                |                     |                       |
| 1993    | Trintoc               |                     |                       |
| 1994    | Police                | 0-0 / 1-1 (?-? dcr) | Superstar Rangers     |
| 1995    | Utd Petrotrin         | ?                   | Defence Force         |
| 1996    | Defence Force         | ?                   | Police                |
| 1997    | Utd Petrotrin         | ?                   | Superstar Rangers     |
| 1998    | San Juan Jabloteh     | 3-2                 | Defence Force         |
| 1999    | W Connection          | ?                   | Joe Public            |
| 2000    | W Connection          | 1-1 (5-4 dcr)       | Joe Public            |
| 2001    | Joe Public            | 1-0                 | Carib FC              |
| 2002    | W Connection          | 5-1                 | Arima Fire            |
| 2003    | Port of Spain         | 2-2 (4-1 dcr)       | W Connection          |
| 2004    | non disputata         | non disputata       | non disputata         |
| 2005    | San Juan Jabloteh     | 2-1                 | Defence Force         |
| 2006    | WASA                  | 2-2 (4-2 dcr)       | Port of Spain         |
| 2007    | Joe Public            | 1-0                 | Morvant Caledonia Utd |
| 2008    | Morvant Caledonia Utd | 3-2                 | W Connection          |
| 2009    | Joe Public            | 3-2 (dts)           | W Connection          |
| 2010-11 | San Juan Jabloteh     | 1-0                 | Port of Spain         |
| 2011-12 | Morvant Caledonia Utd | 1-0                 | Defence Force         |
| 2012-13 | Morvant Caledonia Utd | 2-0                 | Central               |
| 2013-14 | W Connection          | 2-2 (dcr)           | Central               |
| 2014-15 | Port of Spain         | 0-0 (dcr)           | W Connection          |
| 2015-16 | non disputata         | non disputata       | non disputata         |
| 2017    | W Connection          | 3-1                 | Police                |